# Gino Facenna
Gino Facenna (Sittard, 14 augustus 1987) is een Nederlands voormalig profvoetballer en huidig voetbaltrainer. 
Facenna speelde in de jeugd bij RKVV Almania en Fortuna Sittard. Daar maakte de verdediger zijn debuut in het betaalde voetbal op 17 december 2004 tegen Telstar in de Eerste divisie. Vanaf het seizoen 2011/2012 speelde hij voor 2e klasser SC Susteren. In 2014 ging hij voor Centrum Boys spelen.
Vanaf het seizoen 2016/17 was Facenna assistent-trainer bij Fortuna. Sinds 2015 was hij al jeugdtrainer bij de club. Na het ontslag van hoofdtrainer Sunday Oliseh in februari 2018 werd Facenna op non-actief gesteld.

## Clubstatistieken
| Seizoen | Club            | Duels | Goals | Competitie     |
| ------- | --------------- | ----- | ----- | -------------- |
| 2004/05 | Fortuna Sittard | 6     | 0     | Eerste Divisie |
| 2005/06 | Fortuna Sittard | 11    | 0     | Eerste Divisie |
| 2006/07 | Fortuna Sittard | 2     | 0     | Eerste Divisie |
| 2007/08 | Fortuna Sittard | 2     | 0     | Eerste Divisie |
| 2008/09 | Fortuna Sittard | 19    | 0     | Eerste Divisie |
| 2009/10 | Fortuna Sittard | 5     | 0     | Eerste Divisie |
| 2011/12 | SC Susteren     | 0     | 0     | 2e Klasse      |
| Totaal  | Totaal          | 45    | 0     |                |